# BBGK Architekci
BBGK Architekci – polska pracownia architektoniczna z Warszawy.
Wyspecjalizowała się w zakresie obiektów zabytkowych, budynków użyteczności publicznej i budynków mieszkaniowych. Była wielokrotnie nagradzana - m.in. za Muzeum Katyńskie, Szkołę Muzyczną w Poznaniu czy Ratusz w Konstancinie–Jeziornie. Ponadto Muzeum Katyńskie zostało nominowane do Nagrody UE im. Miesa van der Rohe.
BBGK założone zostało przez Jana Belinę Brzozowskiego i Konrada Grabowieckiego. W 2014 kolejnym wspólnikiem został Wojciech Kotecki.

## Wybrane projekty
| Realizacja        | Realizacja | Lokalizacja | Rok  | Komentarz |        |
| ----------------- | ---------- | ----------- | ---- | --- | ------ |
| Muzeum Katyńskie  |            | Warszawa    | 2015 | - W 2019 za projekt Muzeum Katyńskiego pracownia BBGK Architekci otrzymała nagrodę East Centric Architecture Triennale Award w kategorii najlepszy budynek publiczny w Europie Środkowej i Wschodniej. - W 2017 budynek muzeum znalazł się w finale konkursu architektonicznego Nagrody im. Miesa van der Rohe. - W 2016 Nagroda Sybilla w kategorii "Przedsięwzięcie o tematyce martyrologicznej". - W 2016 Nagroda Specjalna Stowarzyszenia Producentów Betonu Towarowego w plebiscycie Polski Cement w Architekturze. - W 2015 Muzeum zwyciężyło w plebiscycie na Wydarzenie Historyczne Roku, w kategorii „Wystawa”. - W 2008 Muzeum otrzymało Medal Dnia Pamięci Ofiar Zbrodni Katyńskiej. | [ 9 ]  |
| Sprzeczna 4       |            | Warszawa    | 2016 | - W 2017 Nagroda Architektoniczna Prezydenta m.st. Warszawy w kategorii Najlepszy budynek mieszkalny 2016 | [ 10 ] |
| Mennica Residence |            | Warszawa    | 2020 | | [ 11 ] |